# جامعة النفط والغاز الدولية
جامعة النفط والغاز الدولية (بالتركمانية: Halkara nebit we gaz uniwersitety)‏ هي جامعة تقع في عشق أباد ، الجامعة الرئيسية في تركمانستان في مجال النفط والغاز. تأسست مايو 25, 2012  كمعهد لدولة التركمان في النفط والغاز. 10 أغسطس, 2013 أصبحت جامعة دولية. فرع الجامعة تعمل في بالكانابات.